# Пенський Юліан Романович
Юліан Романович Пенський (3 червня 1859, м. Славута, Подільська губернія (зараз Хмельницька область) — 20 квітня 1920, Харків) — лікар, хірург, заслужений професор Харківського університету ім. В. Н. Каразіна.

## Біографія

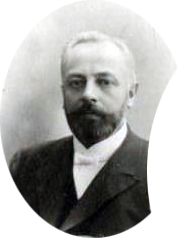
Ю. Р. Пенський

Народився у знатній польській родині. Його батька, як учасника польського січневого повстання 1863 року, було заслано до Сибіру.
Середню освіту здобув у Харкові: закінчив прогімназію (1872–1876), а потім 3-ю Харківську гімназію . Після закінчення гімназії 1880 року він поступив на медичний факультет Імператорського Харківського університету, який закінчив 1885 року з особливою відмінністю. Під час навчання працював у лабораторіях професорів А.І. Якобія (гігієна) і В.П. Крилова (патологічна анатомія). З 1886 року спеціалізувався в галузі хірургії — за згодою піклувальника Харківського навчального округу М.П.  Воронцова-Вельямінова Ю.Р.  Пенський був призначений позаштатним помічником прозектора на кафедрі оперативної хірургії з топографічною анатомією, а з 1895 — прозектором.
У 1893 році захистив роботу на здобуття ступеня доктора медицини «Опыты пересадки (реплантации и трансплантации) суставных поверхностей эпифизов». У 1894 році Ю.Р. Пенський був обраний приват-доцентом кафедри оперативної хірургії і топографічної анатомії, читав курс «органи грудної та черевної порожнини». У цей період він почав займатися виготовленням необхідних для навчального процесу сухих топографо-анатомічних препаратів людини за власним методом.
25 травня 1895 року Ю.Р. Пенський затверджений професором кафедри оперативної хірургії та топографічної анатомії. У 1905 році призначений екстраординарним професором по кафедрі оперативної хірургії, в 1907 році переведений на кафедру госпітальної хірургії, яку очолював до кінця життя. 1910 року йому було присвоєно звання заслуженого професора. Пізніше був деканом і директором хірургічної клініки Харківського університету.
З 1896 по 1907 рік був редактором журналу «Праці Медичної секції Товариства досвідчених наук», а згодом редактором «Праць Товариства наукової медицини і гігієни». З 1896 року — співробітник журналу «Вісник медицини». У 1914 р. був обраний головою хірургічного товариства, в якому на 1 січня цього року налічувався 41 член. На одному із засідань товариства було прийнято рішення про заснування щорічної премії імені професора Ю.Р. Пенського у розмірі 100 рублів за науковий твір з хірургії. Тоді ж було вирішено видавати Праці для друкування оригінальних статей, рефератів і авторефератів, а також асигновано 150 руб. для заснування бібліотеки цього товариства .
Брав участь у діяльності польських організацій в Харкові. Виконував обов’язки секретаря римсько-католицького благодійного товариства. У 1899 р. на знак визнання його заслуг у діяльності цього товариства він був обраний його почесним членом.
Ю.Р. Пенський був одним з найбільш відомих і багатих лікарів міста Харкова. В приватному хірургічному кабінеті двічі на тиждень вів прийом (вул. Чернишевська, 39). Був відомий перш за все як абдомінальний хірург. Мав власний будинок в Харкові .

## Наукова робота
Спеціалізувався, здебільшого, в питаннях хірургічного лікування захворювань печінки. Запропонований їм спільно з Н.М. Кузнєцовим гемостатичний шов при крайових пошкодженнях печінки був названий їх ім'ям — шов Кузнєцова — Пенського. Разом з Кузнєцовим він також розробив метод резекції печінки за допомогою спеціальної голки (голка Пенського-Кузнєцова). У 1906 р. Ю.Р. Пенський з винайденими препаратами став учасником промислово-художньої виставки у Нижньому Новгороді і був удостоєний диплома «за їх ретельне і майстерне виготовлення». 1912 року на ХІІ з'їзді російських хірургів Ю. Р. Пенський виступив з доповіддю «Про ранню операцію гострого апендициту». У 1913 році Рада Харківського університету відрядила його на XIII з’їзд натуралістів і лікарів до Тифлісу. 1914 року разом з лікарем Трофімовим він вперше на півдні Росії зробив перикардотомію з приводу злипливого перикардиту. Їм також була розроблена операція створення штучного сечового міхура з петлі кишки.